# 大西部への道
『大西部への道』（だいせいぶへのみち、The Way West）は1967年のアメリカ合衆国の映画。
アンドリュー・V・マクラグレン監督の作品で、出演はカーク・ダグラスなど。
撮影は、クルックド・リバー・ゴージなどオレゴン州のさまざまな場所や、アリゾナ州のツーソンおよびユマで行われた。

## キャスト
| 役名           | 俳優                     | 日本語吹替 |
| 役名           | 俳優                     | NETテレビ版 |
| -------------- | ------------------------ | --- |
| タドロック     | カーク・ダグラス         | 宮部昭夫 |
| サマーズ       | ロバート・ミッチャム     | 浦野光 |
| エヴァンス     | リチャード・ウィドマーク | 大塚周夫 |
| マーシー       | サリー・フィールド       | 太田淑子 |
| ブラウニー     | マイケル・マクグリーヴィ | 田中亮一 |
| ベッキー       | ローラ・オルブライト     | 北浜晴子 |
| アマンダ       | キャサリン・ジャスティス | 鈴木弘子 |
| マクビー       | ハリー・ケリー・ジュニア | 槐柳二 |
| ウェザビー牧師 | ジャック・イーラム       | 八奈見乗児 |
| ジョニー       | マイケル・ウィットニー   | 青野武 |
| 不明 その他    |                          | 梓欣造 藤本譲 中島喜美栄 木原規之 仲木隆司 高橋和枝 渡部猛 菅谷政子 小林清志 飯塚昭三 中川まり子 上田敏也 宮内幸平 |
|                |                          | |
| 演出           | 演出                     | 小林守夫 |
| 翻訳           | 翻訳                     | 飯嶋永昭 |
| 効果           |                          | |
| 調整           |                          | |
| 制作           | 制作                     | 東北新社 |
| 解説           | 解説                     | 淀川長治 |
| 初回放送       | 初回放送                 | 1973年11月4日 『日曜洋画劇場』                                                                                     |

## スタッフ
- 監督：アンドリュー・V・マクラグレン
- 脚本：ベン・マドー
- 原作：A・B・ガスリー・Jr.
- 製作：ハロルド・ヘクト
- 撮影：ウィリアム・H・クローシア
- 編集：オソー・ラヴァリング
- 音楽：ブロニスラウ・ケイパー、マック・デイヴィッド